# 西川緑道公園

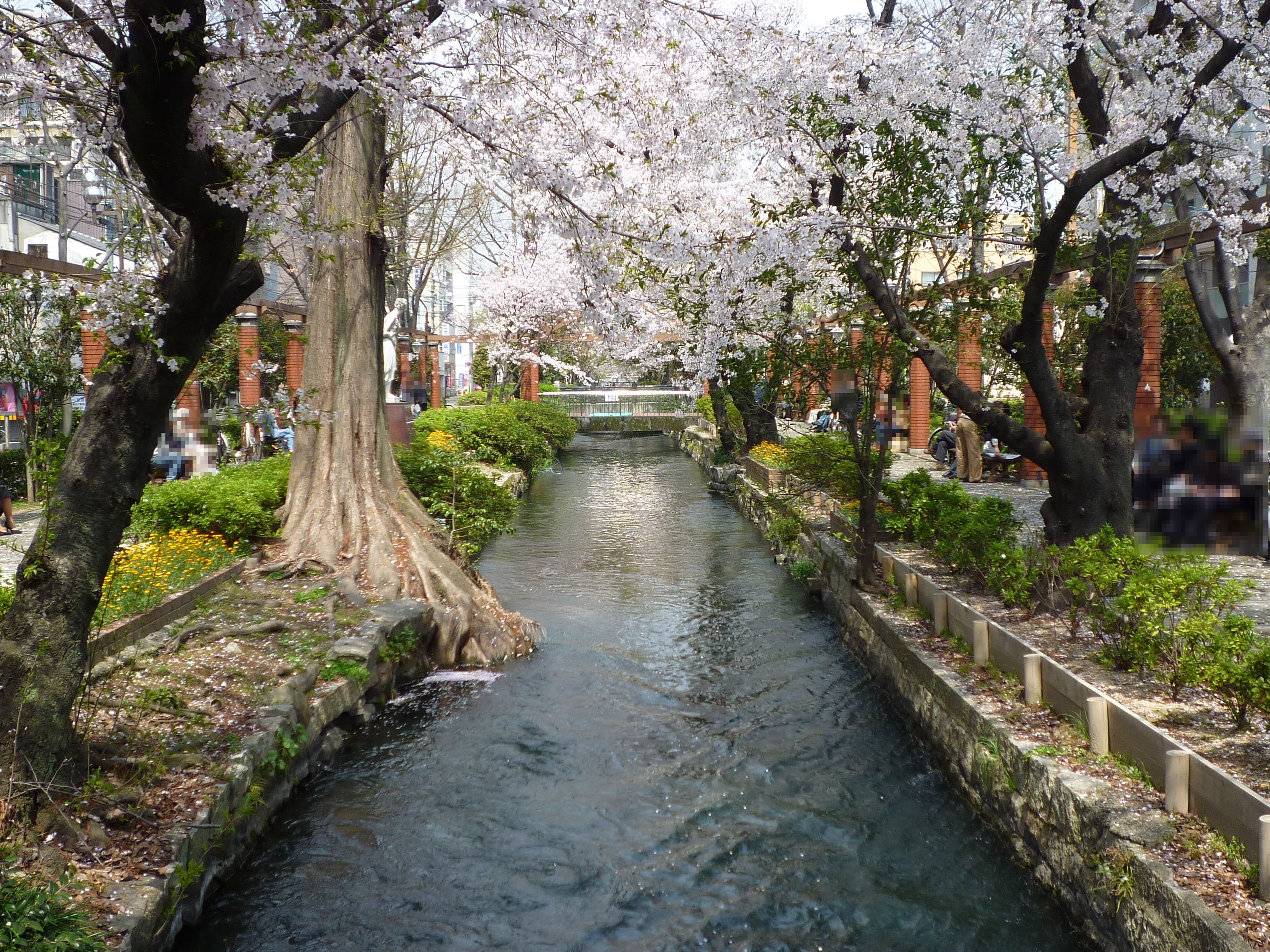
西川緑道公園（2010年4月撮影）

西川緑道公園（にしがわりょくどうこうえん、Nishigawa Canal Park）とは、岡山市北区南方地内から柳町地内までを流れる用水路西川につくられた親水性緑道公園。第1回緑の都市賞を受賞した。

## 概説

### 主な概要
西川緑道公園は1974年度（昭和49年度）から1975年度（50年度）にかけて整備され、1976年（昭和51年）春に開園した。
岡山市の中心市街地を流れる西川用水（慶長年間に開掘された用水路）の両岸に、1974年（昭和49年）から整備した緑道公園で、全体は3つの区域からなり、南から枝川緑道公園（0.5km）、西川緑道公園（1.0km）、西川緑道公園上流（0.9km）に分けられ、それぞれ整備年次が異なる。
公園整備に当たっては、西川両岸の道路の一方通行化などによって沿道用地を拡幅して公園化したもので、河川の両岸に植栽地と遊歩道を整備している。整備以前の町並みは、雑多な業態の小建築物が乱立した地域で、中心市街地として相応しいものではなかった。それが緑道公園整備に伴い町並みの再整備が進み、完成以降、公園を中心とした美しい町並み景が整備されてきた。これは予想以上の成果であったが、沿道距離の長い緑道公園ならではの波及効果と考えられる。
公園の特徴は、全長2.4kmの中に多様な景観が整備されていることである。公園の形態としては、敷地の構造上、数十m或いは百数十m毎に道路（橋）によって分断され、更にそれらが数個まとまった形で幹線路によって完全に分断されるという、区画が鎖状の形で繋がったものになっていた。そこで、これらの分断された数個の区ごとに整備テーマを設定して、それぞれに性のあるかたちで場の整備を図られた。これらは利用者にとって、歩く度に新たな景観が展開する仕掛けとなる。池泉廻遊式庭園が池を中心として魅力のある園地を池周囲に展開していったのに対して、ここでは川という細長い水面のほとりに展開していっており、このプロジェクトは公園という長く連続する公園用地の特性に合せて、廻遊式庭園を直線的なかたちで整備する試みでもある。
総事業費は2億2,500万円であり、この間、市民から寄贈された樹木その他は約6,000万円にのぼっている｡
延長約0.9kmで、主要施設としてパーゴラ、水上テラス、水上広場（時計塔）、噴水広場、花壇広場、石張テラスなどが整備されている。

### 背景
都市化の進展のなかで失われつつある緑を回復し、緑豊かな都市環境の創出を図るうえでかつての農業用水が緑化の重点施策の一つとなり、緑地再整備が行なわれた。
西川は慶長年間に小早川秀秋、池田忠雄らによって開掘され、明治年間に農業用水専用水路になるまでは、生活用水として庶民の生活の中に取りこまれていた。
西川の延長は本流約11.2kmであり、旭川から分流して東では児島湾に、西では児島湖に注いでいる。岡山市の中心市街地を流れる2.5kmの区間は昭和の初期ごろまでは洗い場も設けられ、水泳や魚釣りなどの遊び場として沿岸住民の生活に溶け込んだ川であった。さらに戦後の橋梁整備や用水東側の歩車道の整備、下水道整備による水質の浄化など、西川をめぐる河川環境は保全されつつあったが、一方では山陽新幹線の開通、瀬戸大橋、中国縦貫道、山陽自動車道など、広域交通体系の整備構想などの具体化につれて岡山市は急テンポで都市化が進み、緑の消失や都市公害が深刻化していった。このため、失われていく緑を回復する人間性豊かな町づくりとして、緑化計画が策定された。
この中で、市内の交通の中心で岡山駅に近く、なおかつ商店街にも接しているという立地条件に恵まれていることから、県の代表的観光地である後楽園、烏城につづき,西川は緑化の重点施策の一つとして緑地整備されるととになった。

### 事業の内容と整備の方針
西川緑道は、市民の生活の舞台としての流れと石積護岸、昭和30年代に両岸に植えられた柳など、水辺景観を保全しつつ緑化することが、設計の前提となっている。また、都市における道路空間を車優先から、人間にとっても快適で魅力的な空間に回復させるととも主要な視点であった。
1972年（昭和47年）、西川の東側車道幅を3m縮め、水面を含め18.5mの歩行者専用緑道公園計画が策定された。この計画は、市道西川線の通過交通の処理、緊急車両を除く車両の全面乗り入れ禁止なども含む緑地幅員の増大を図り、水の流れと既存の柳を基調にした緑道計画であった。しかしこの計画は、地元商店会などから、道路幅員の減少や自動車通行の禁止等の点で強い反対を受けることになる。市長リコール運動にまで広がったとの反対運動に対処する市は計画の変更を余儀なくされた。
最終的に基本計画案として地元に基本的了解を得た案は、西側車道は現状のままで、東側を3m縮小し、これに加えて緑地整備を図り、計画範囲は岡山県道42号岡山停車場線桃太郎大通りから当時の国道2号（現在の岡山県道21号岡山児島線）までの約1kmとする内容となった。平均幅18.5mの緑道は、延長約1 kmの帯状の緑地で、主要横断道路によって次のような4つのブロックに分割されている。
- 花の広場 - 花壇、花時計を中心とする
- 水上広場 - 隣接する児童公園と複合的利用を図る。
- 緑の道 - 緑の中に彫刻が点在する。
- 水にふれる広場 - 人工滝、しょうぶ園を中心とする。

このようなブロックごとのテーマをもちつつ、緑道全体のテーマとしては「水と緑」とし、歩行者の水面への視線を確保するため用水側への中木の植栽を極力控えてある。逆に、車道側には車道の遮蔽のための厚い緑の帯を連続させて要所要所に常緑高木を配し、植え込みの密度を変えて変化をつけるなど工夫されている。さらに水辺への親水性を増すため、ウツギ、ヤマプもハギやアジサイ、ショウブなども植栽されている。使用されている主な樹木は、（市木）、クロガネモチサルスベリ（市花木）、アラカシ、モチノキ、ヤマモモ、ウバメガシ、ヤナギ、モクレン、コブシ、ナンテン、ニレ、セキチク、フジ、ツバキ、サザンカ、ツツジ、サンゴジュなど約1万9千本である。一方、施設としては花壇広場、水上テラス、しょうぶ園、カスケード、四阿、ベンチなどがある。

## その他

### 枝川緑道公園

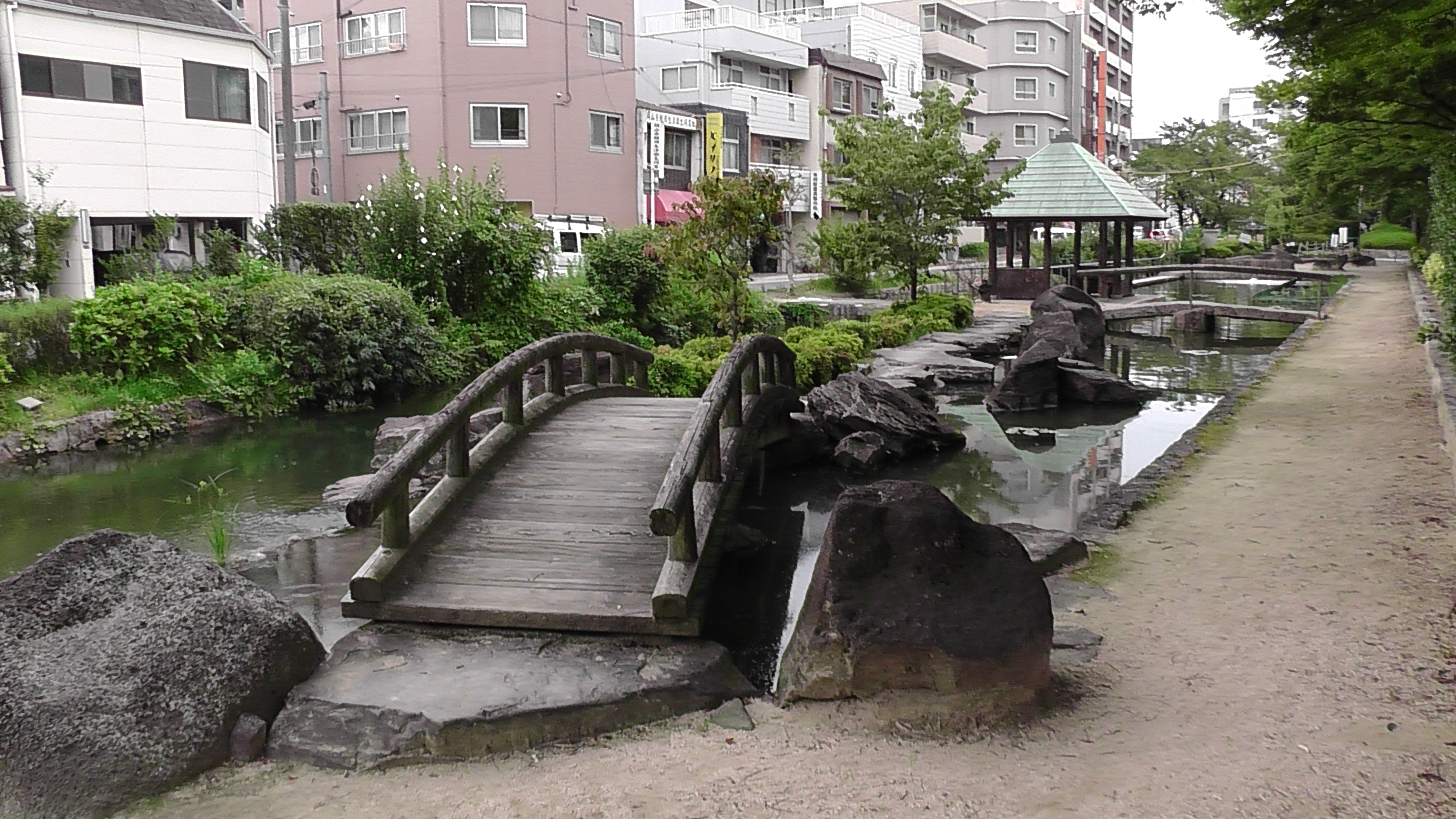
西川緑道公園に連なる枝川緑道公園の和風庭園（2015年8月撮影）

西川緑道公園の完成によって、水と緑の環境の与える影響は大きく、本公園以南に延長約500mの緑道公園建設の要望が地元住民の間から生まれ、昭和54年に「枝川緑道公園」として完成した。この公園は車道幅員を縮小して緑道化し、既存の用水を利用した公園としたもので、主要施設は、池沼、水上広場、トレリス（石柱22本）、噴水広場などで、樹木はヤナギを中心に7,500本が植えられた。施工は1978-1979年度（昭和53 - 54年度）で、総事業費1.6億円である。

### 西川緑道公園（上流部）
枝川緑道公園に続いて、西川緑道公園の上流部についても緑道化が進められた。これによって、市内中心部を南北に貫く全長2.4kmの緑道が完成した。

### その他
2009年（平成21年）に開催された第26回全国都市緑化フェアでは、西川緑道公園が協賛会場となった。